# St. Luzia (Oberveischede)

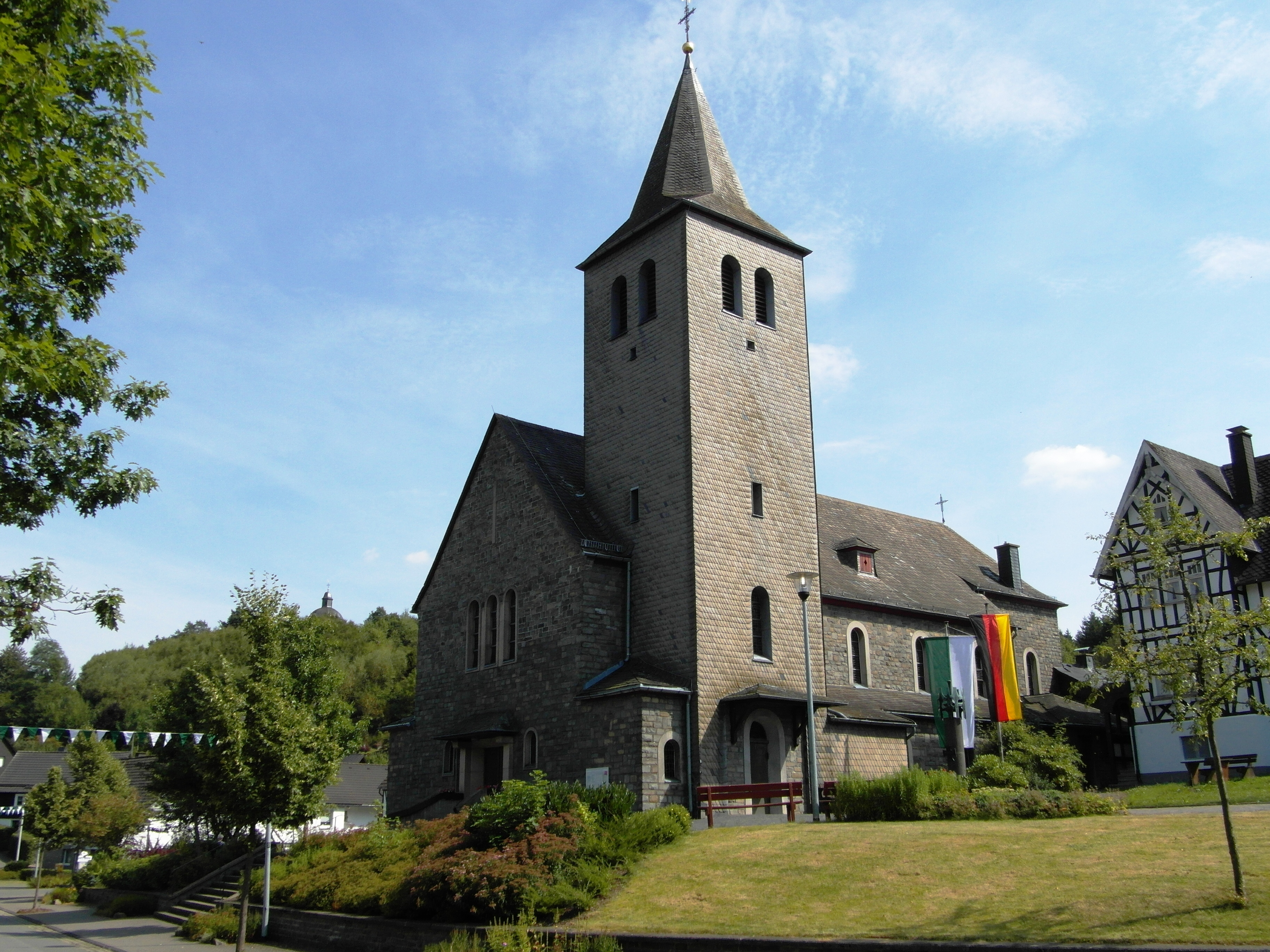
St. Luzia in Oberveischede

Die römisch-katholische, denkmalgeschützte Kirche St. Luzia steht in Oberveischede, einem Ortsteil der mittleren kreisangehörigen Stadt Olpe im Kreis Olpe von Nordrhein-Westfalen. Die Kirchengemeinde gehört zum Pastoralverbund Olpe-Biggesee im Dekanat Südsauerland des Erzbistums Paderborn.

## Beschreibung

### Gebäude
Die Saalkirche wurde 1949 anstelle der um 1480 errichteten Kapelle erbaut; in den Jahren 1999 und 2000 wurde sie renoviert. Die Kapelle war durch die vom Schwerlastverkehr verursachten Erschütterungen geschädigt worden, sodass ein großer Mauerteil der Apsis abgestürzt war. Außerdem hatte die Kapelle durch den Granatenbeschuss in den letzten Tagen des Zweiten Weltkriegs gelitten. Grundsteinlegung zur neuen Kirche war am 1. Mai 1949, eingeweiht wurde sie am 1. Mai 1950. Sie besteht aus dem Langhaus, einem eingezogenen, gerade geschlossenen Chor im Süden und einem schieferverkleideten Kirchturm mit einem achtseitigen Knickhelm an der Westseite des Langhauses, in dessen oberstem Geschoss hinter den Klangarkaden der Glockenstuhl steht. 

### Ausstattung

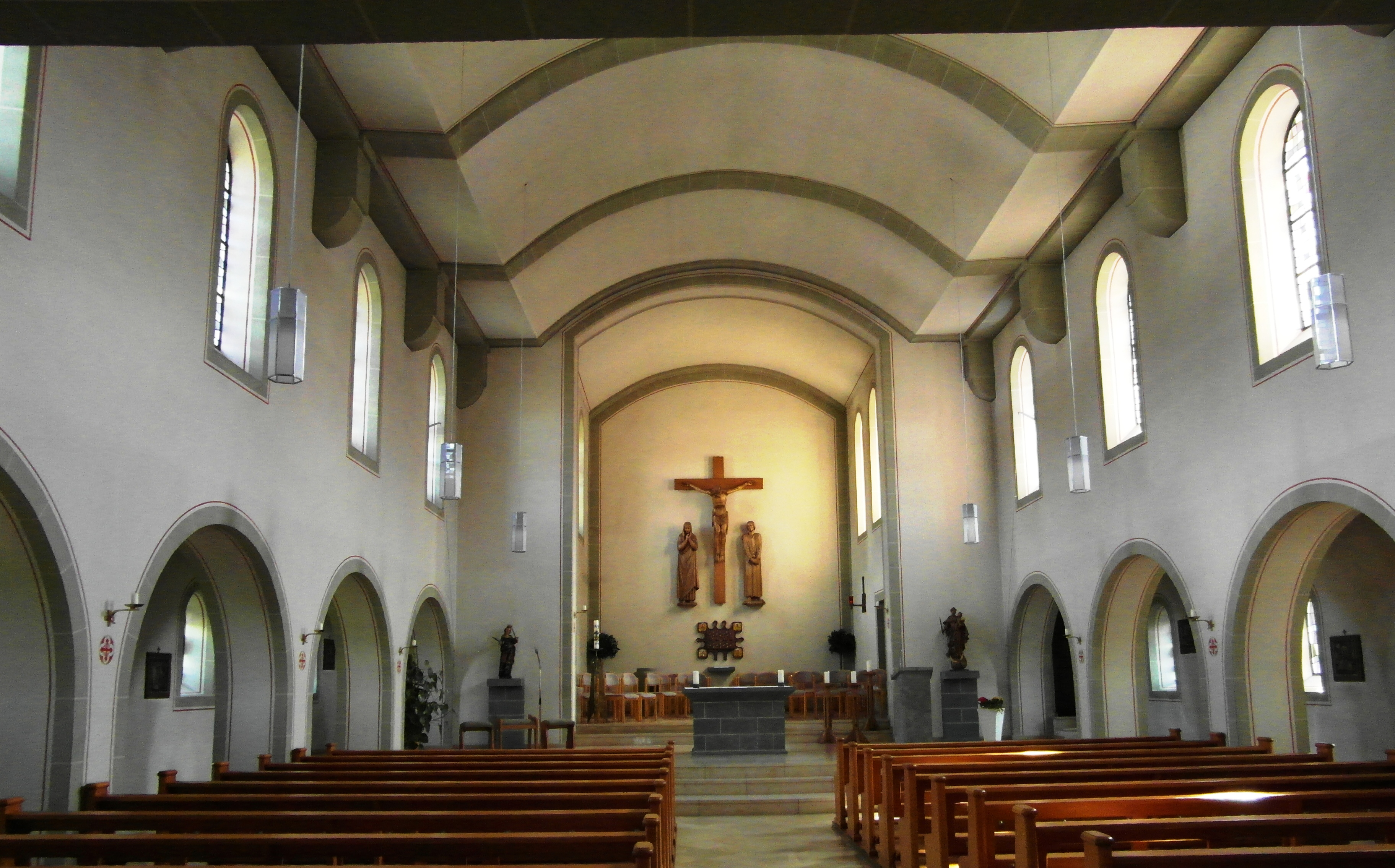
Blick zum Chor

Zur Kirchenausstattung gehören eine spätgotische Pietà im Eingangsbereich der Kirche und eine Immaculata aus der zweiten Hälfte des 18. Jahrhunderts, die aus der alten Kapelle stammen. Die Pietà ist aus Holz und dunkel lasiert; ursprünglich war sie farbig gefasst.
Weit aus dem Chor der Kirche heraus- und in das Kirchenschiff hineingezogen ist der um drei Stufen erhöhte, vorn rund geschwungene Altarraum mit einem schlichten Volksaltar, einem Ambo und ebenfalls schlichten, schmalen Tischen links und rechts am Chorbogen. Auf dem linken Tisch steht eine Statue der Kirchenpatronin, der heiligen Luzia. Der Tabernakel ist an der Rückwand des Chors angebracht; darüber hängt eine große Kreuzigungsgruppe.

### Orgel
Die Orgel wurde 1957 von Anton Feith junior gebaut. Sie steht auf der Rückempore mit einem für die 1950er-Jahre typischen Freipfeifenprospekt ohne Gehäuse.17 klingende Register sind auf zwei Manuale und Pedal verteilt. Im Zuge der Kirchenrenovierung von 1999 wurde auch die Orgel abgebaut, saniert und anschließend an ihrem angestammte Platz wieder aufgebaut.

## Sonstiges
Zur Einweihung am 1. Mai 1950 hatte die Kirche noch keine Glocken. Deshalb wurde das Läuten zu den Gottesdiensten an dem Festtag von einer Schallplatte eingespielt.